# Ayacucho FC
Ayacucho Fútbol Club – peruwiański klub piłkarski z siedzibą w mieście Ayacucho.

## Osiągnięcia
- Mistrz drugiej ligi peruwiańskiej: 2004, 2005

## Historia
Klub założony został w styczniu 1958 roku. W latach 2004 i 2005 zdobył mistrzostwo drugiej ligi, jednak wówczas nie oznaczało to awansu do pierwszej ligi, lecz jedynie prawo gry w Copa Perú począwszy od 1/8 finału. W obu przypadkach klub odpadł w ćwierćfinale. Po roku 2006 nastąpiła zmiana nazwy z Club Olímpico Somos Perú na obecną – Club Olímpico Aurora Miraflores.
W 2008 roku sponsorem klubu została firma Inti Gas. Klub zmienił nazwę na Inti Gas Deportes i przeniósł się z Limy do Ayacucho leżącego w prowincji Huamanga. Klub zdecydował się rozgrywać swoje mecze w Ica, gdyż w Ayacucho swoje mecze rozgrywał inny klub drugoligowy. Wicemistrzostwo drugiej ligi w 2008 roku dało klubowi awans do pierwszej ligi.
W 2014 przywrócono starą nazwę klubu.